# 1805
Промислова революція •  Російська імперія • Наполеонівські війни

## Геополітична ситуація
Імператор Російської імперії — Олександр I (до 1825). Україну розділено між двома державами. Королівство Галичини та Володимирії належить Австрії. Правобережжя, Лівобережжя та Крим належать Російській імперії. Задунайська Січ існує під протекторатом Османської імперії.
В Османській імперії править султан Селім III (до 1807). Під владою османів перебувають Близький Схід та Єгипет, Середземноморське узбережжя Північної Африки, частина Закавказзя, значні території в Європі: Греція, Болгарія і Сербія. Васалами османів є Волощина та Молдова.
Священна Римська імперія доживає останні роки. На її місці проголошено Австрійську імперію, яку очолює Франц II (до 1835). Вона охоплює, крім власне австрійських земель, Угорщину з Хорватією, Трансильванію, Богемію. Король Пруссії — Фрідріх-Вільгельм III (до 1840).
Першу французьку імперію, яку очолює Наполеон I (до 1814). Франція має колонії в Карибському басейні, Південні Америці та Індії. Король Іспанії — Карл IV (до 1808). Королівству Іспанія належать Нова Іспанія, Нова Гранада, Віцекоролівство Перу, Внутрішні провінції та Віцекоролівство Ріо-де-ла-Плата в Америці, Філіппіни. У Португалії королює Марія I (до 1816). Португалія має володіння в Бразилії, в Африці, в Індії, в Індійському океані й Індонезії. На троні Великої Британії сидить Георг III (до 1820). Британія має колонії в Північній Америці, на Карибах та в Індії.
Сполучені Штати Америки займають територію частини колишніх британських колоній та купленої у Франції Луїзіани. Посаду президента США обіймає Томас Джефферсон. Територія на півночі північноамериканського континенту належить Великій Британії, вона розділена на Нижню Канаду та Верхню Канаду, територія на півдні та заході континенту належить Іспанії. В Карибському басейні існує незалежна держава колишніх рабів — імперія Гаїті.
У нижніх землях встановилася Батавська республіка. Вона має колонії в Америці, Індонезії та на Формозі. Король Данії та Норвегії — Кристіан VII (до 1808), на шведському троні сидить Густав IV Адольф (до 1837). На Апеннінському півострові Наполеон проголосив Королівство Італію, французи також захопили континентальну частину Неаполітанського королівства.
В Ірані при владі Каджари. Імперія Маратха контролює значну частину Індостану. Зростає могутність Британської Ост-Індійської компанії. У Пенджабі виникла Сикхська держава. У Бірмі править династія Конбаун, у В'єтнамі — династія Нгуєн. У Китаї володарює Династія Цін. В Японії триває період Едо.

## Події

### В Україні
- Відбулося офіційне відкриття Харківського університету.
- Засновано Миколаївське і Севастопольське військове губернаторство.

### У світі
- 7 лютого Анувонґ став правителем держави В'єнтьян.
- 26 травня Наполеона короновано королем Італії.
- 4 червня закінилася Перша берберійська війна між США і Триполі.
- 9 липня Мухаммед Алі став правителем Єгипту, заснувавши свою династію.
- Війна третьої коаліції:
  - 29 серпня імператор Австрії Франц I та його рада міністрів проголосували за війну з Францією.
  - 15 вересня Російська імперія оголосила війну наполеонівській Франції.
  - 21 жовтня Королівський військово-морський флот Великої Британії здобув перемогу над франко-іспанськими силами в Трафальгарській битві.
  - 31 жовтня війну Франції оголосила Швеція.
  - 2 грудня Наполеон розгромив австро-російське військо під Аустерліцом.
  - 26 грудня Австрійська імперія підписала Пресбурзький мир з Наполеоном.

### Наука
- Адрієн-Марі Лежандр опублікував перший ясний виклад методу найменших квадратів.
- Жозеф Луї Гей-Люссак встановив, що вода складається з одної об'ємної частини кисню та двох об'ємних частин водню.
- Френсіс Бофорт запропонував шкалу вимірювання швидкості вітру.
- Експедиція Льюїса і Кларка добралася до Тихого океану в гирлі річки Колумбія.
- Медаль Коплі отримав хімік Гамфрі Деві.

### Культура
- У Великій Британії збудовано акведук Понткісіллте.
- Перша Французька імперія відмовилася від використання революційного календаря.
- Барба-Ніколь Кліко-Понсарден успадкувала винний бізнес свого чоловіка й заснувала бренд «Вдова Кліко».

### Засновані
- Територія Луїзіана
- Князівство Лукка і Пйомбіно
- Королівство Італія (Наполеонівське)
- Територія Мічиган
- Якутська область (Російська імперія)

### Зникли
- Італійська республіка (1802—1805)
- Лігурійська республіка
- Округ Луїзіана
- Республіка Лукка

## Народились
Дивись також Категорія:Народились 1805
- 2 квітня — Ганс Крістіан Андерсен, данський письменник, казкар
- 22 червня — Джузеппе Мацзіні, італійський політик, революціонер, патріот, письменник і філософ
- 19 листопада — Фердинанд де Лессепс, французький дипломат і підприємець, віконт, автор проєкту і керівник будівництва Суецького каналу
- 13 грудня — Йоганн фон Ламонт, шотландсько-німецький астроном і геофізик

## Померли
Дивись також Категорія:Померли 1805